# Reginaldo Rossi

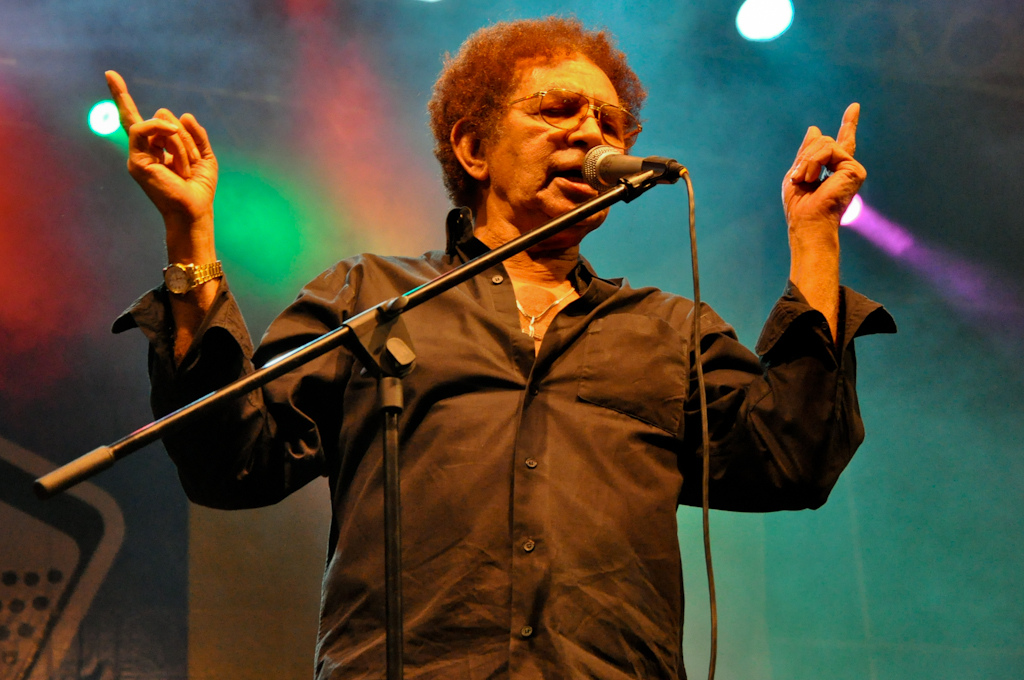
Reginaldo Rossi el 26 de junio de 2010.

Reginaldo Rodrigues dos Santos (14 de febrero de 1944 - 20 de diciembre de 2013), más conocido por su nombre artístico Reginaldo Rossi, fue un músico brasileño y cantautor. Era conocido como el "rey de Brega" (en portugués: "Rei do brega").
Reginaldo Rossi murió de cáncer el 20 de diciembre de 2013, a los 69 años de edad, en su ciudad natal de Recife, Pernambuco.